# توماس بيليرغ
توماس بيليرغ هو نحات ومهندس معماري كندي، ولد في 20 ديسمبر 1791 في مدينة كيبك في كندا، وتوفي بنفس المكان في 9 فبراير 1859.